# Stefan Kohler

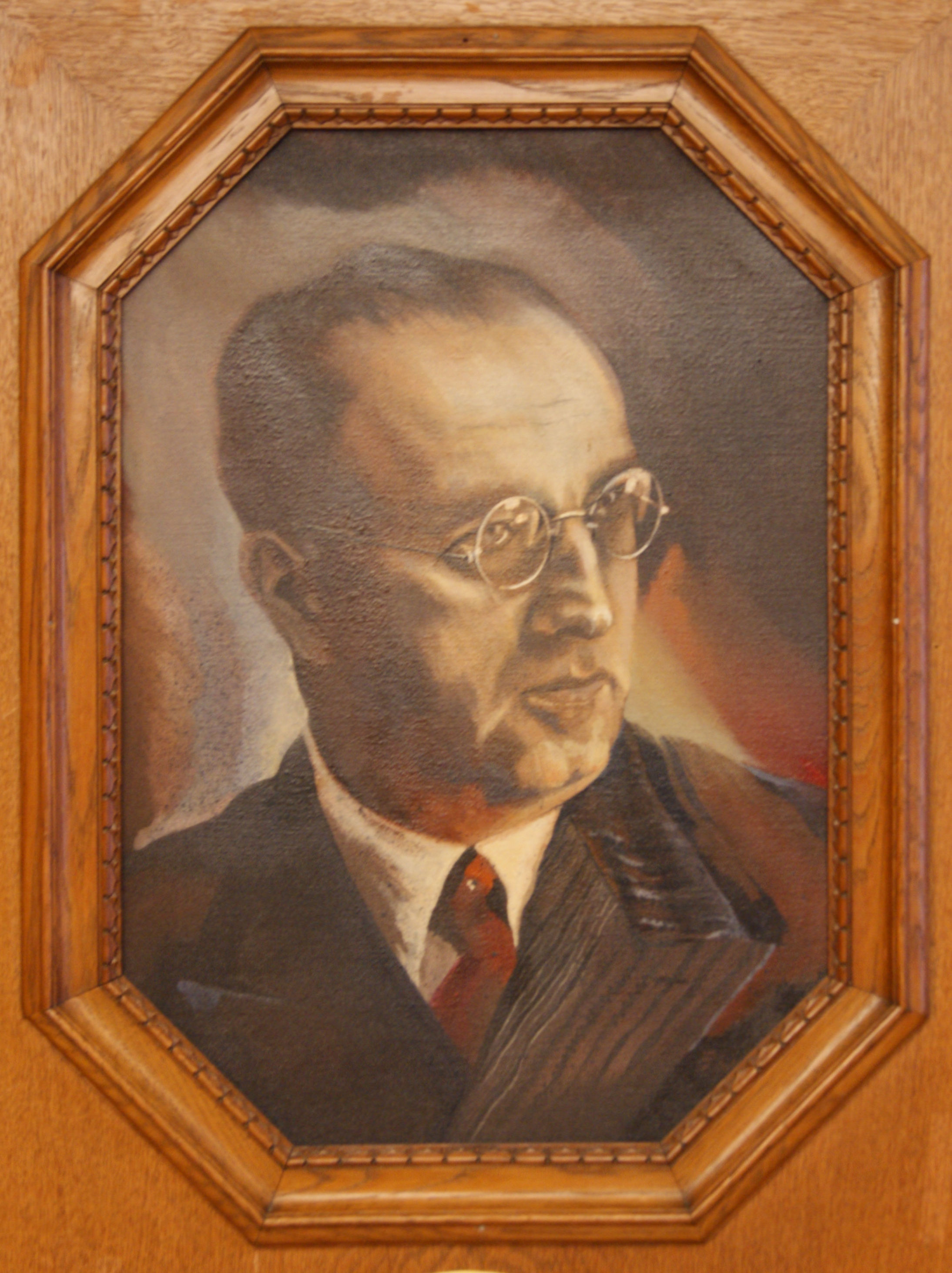
Stefan Kohler, Gemälde in der Bürgermeistergalerie im Rathaus von Bregenz

Stefan Kohler (* 1894; † 4. Jänner 1964) war ein österreichischer Politiker und Zahnarzt in Vorarlberg.

## Leben
Stefan Kohler war promovierter Zahnarzt und vom 30. Mai 1945 bis 13. Juni 1945 Bürgermeister der Landeshauptstadt Bregenz in Vorarlberg. Er wurde nach dem Einmarsch der französischen Truppen (Alliierten) am 1. Mai 1945 als Bürgermeister eingesetzt, obwohl er noch nie zuvor ein politisches Amt ausgeübt hatte. Diese Einsetzung soll auf einen Irrtum beruhen. In der Literatur wird angeführt, dass eigentlich den französischen Alliierten der konservative Stadtrat und Namensvetter, (Gebhard) Stefan Kohler (* 11. Juni 1870 in Schwarzach; † 22. April 1951), aus Bregenz als Bürgermeister vorgeschlagen wurde. Als der Irrtum bekannt wurde, trat Stefan Kohler zurück und überließ das Amt Julius Wachter, der ebenfalls von den französischen Alliierten zum Bürgermeister von Bregenz ernannt wurde.
Nach seiner sehr kurzen Amtszeit von 15 Tagen engagierte sich Kohler auch im Aktionskomitee des Alpenländischen demokratischen Bundes zur Schaffung eines Alpen-Donaustaates (Alpenländischer Bund bzw. Union alpine) aus (West-)Österreich, Liechtenstein und dem katholischen Süddeutschland, welches in Vorarlberg wesentlich von Julius Wachter propagiert wurde. Ein Projekt, das jedoch keinen nachhaltigen politischen Rückhalt fand und nicht den Plänen der Alliierten für das Nachkriegseuropa entsprach.